# Brèche de Roland

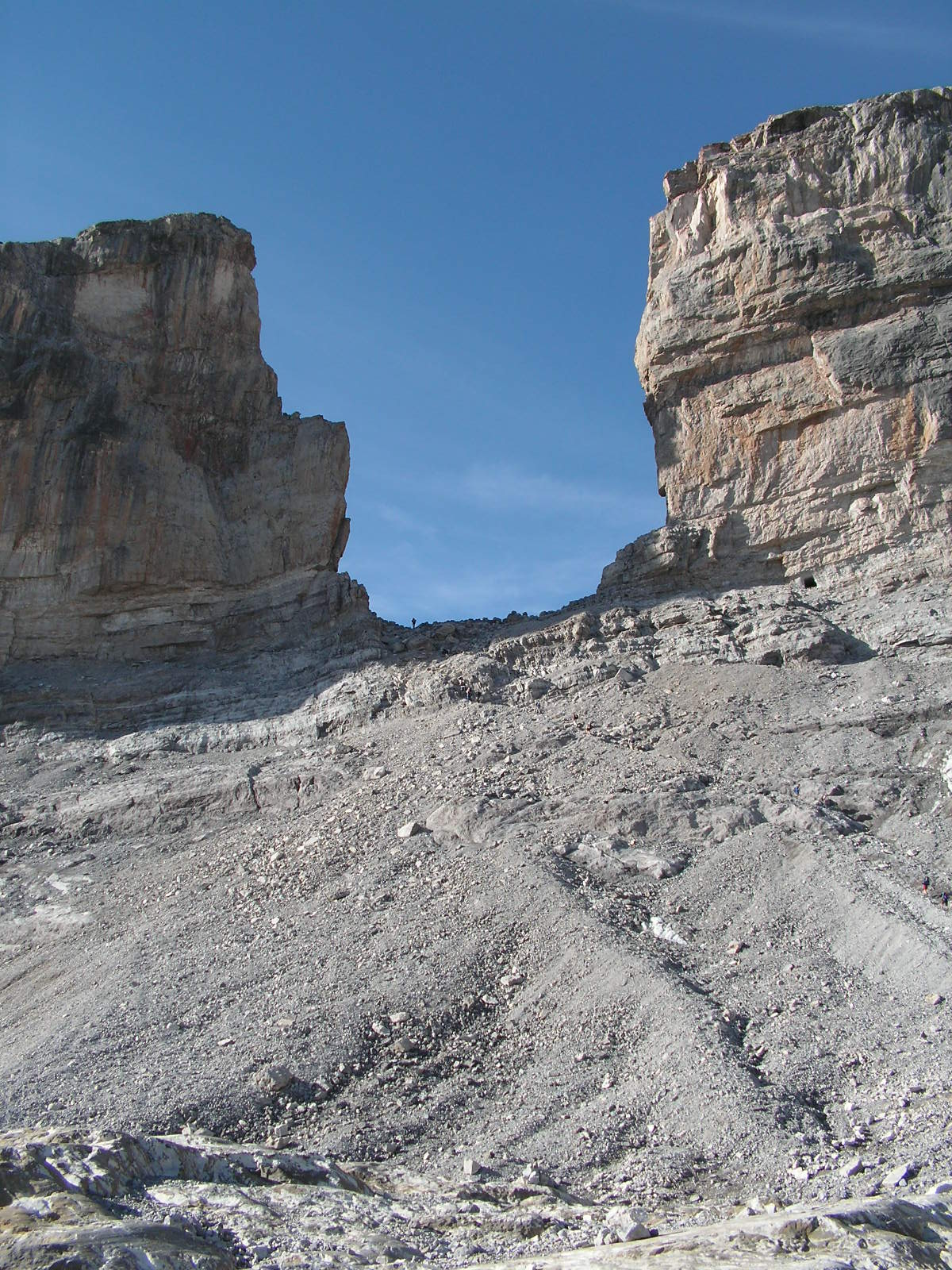
Brèche de Roland, nhìn từ phía Pháp (bắc).

Brèche de Roland (tiếng Aragon: Breca Roldán, tiếng Tây Ban Nha: Brecha de Rolando) là tên một khoảng hở tự nhiên rất lớn ở vách đá bên trên Đài vòng Gavarnie (Cirque de Gavarnie) trong dãy núi Pyrénées. Khoảng hở tự nhiên này có chiều rộng 40 m, chiều cao 100m, nằm ở độ cao 2.804 m, đánh dấu biên giới giữa Pháp và Tây Ban Nha.
Có thể tới Brèche de Roland từ khu nhà nghỉ chân Sarradets (refuge des Sarradets), mất khoảng 1 giờ đi lên phía trên.

## Địa lý

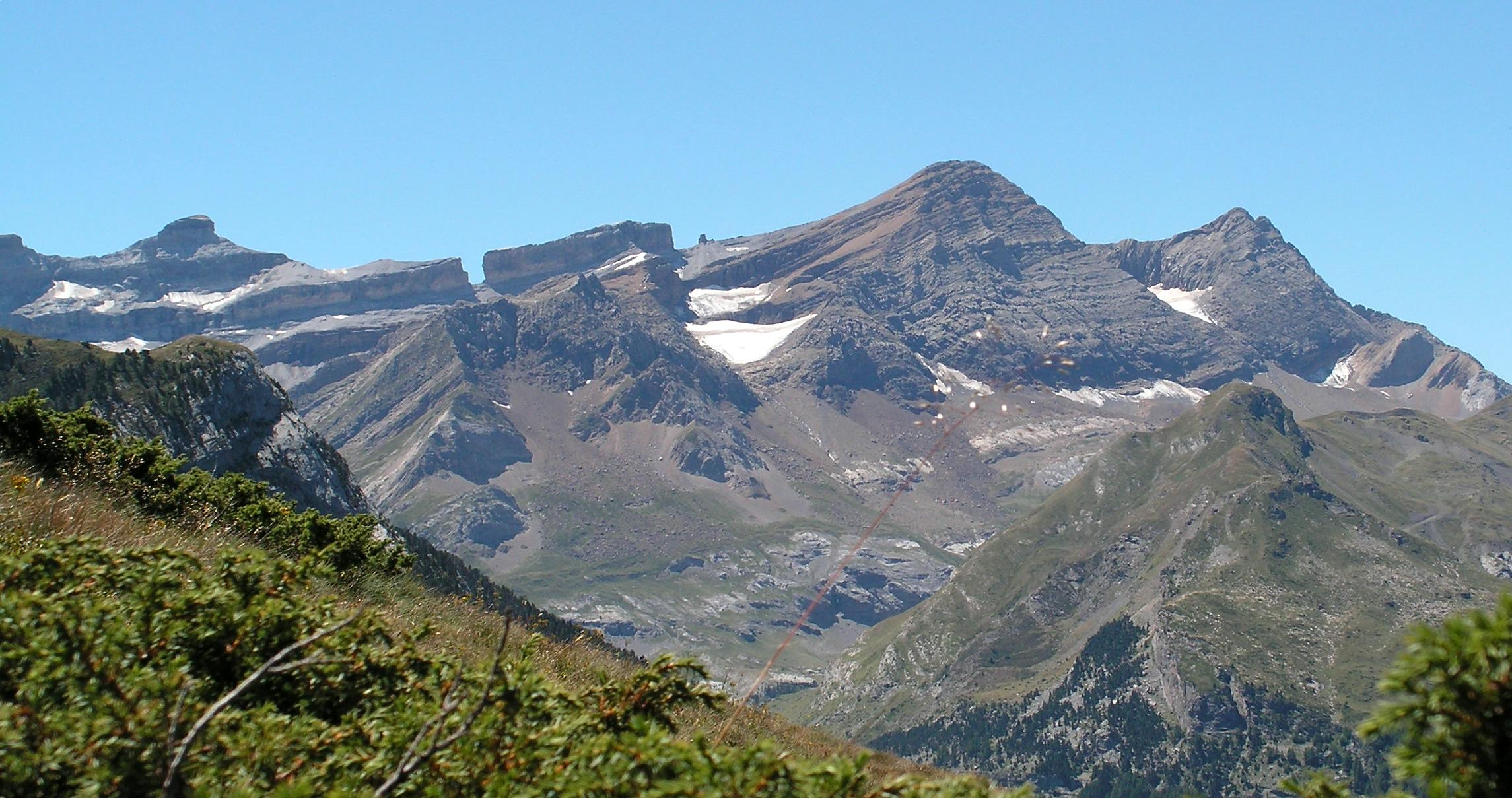
Brèche de Roland, nhìn từ xa.

Brèche de Roland là một phần của vành đai Đài vòng Gavarnie. Nó đánh dấu ranh giới giữa Vườn quốc gia Pyrénées (Pháp) và Vườn quốc gia Ordesa y Monte Perdido của Tây Ban Nha.
- Phía Pháp: nằm gần thị trấn Gavarnie trong thị xã Luz-Saint-Sauveur, tỉnh Hautes-Pyrénées, vùng Occitanie.
- Phía Tây Ban Nha: nằm ở vùng Sobrarbe, tỉnh Huesca, khu tự trị Aragon.

## Truyền thuyết
Theo một truyền thuyết địa phương, khoảng hở này do Roland, cháu của Charlemagne tạo ra, khi tìm cách chém thanh kiếm báu Durandal vào vách đá, nhằm phá hủy thanh kiếm, không để rơi vào tay quân thù - sau khi Roland bị thua trận ở đèo Roncevaux (trong anh hùng ca La chanson de Roland từ cuối thế kỷ XI).